# Lone Star Express (трубопровід для ЗВГ)
Lone Star Express (трубопровід для ЗВГ) — трубопровідна система у Техасі, котра доправляє зріджені вуглеводневі гази (ЗВГ) до центру фракціонування у Монт-Белв'ю.
Стрімке зростання видобутку внаслідок «сланцевої революції» призвело у 2010-х роках до створення цілого ряду нових трубопровідних систем, завданням яких було транспортування ЗВГ до узбережжя Мексиканської затоки. Однією з них стала введена в експлуатацію у 2016 році Lone Star Express, котра бере початок в басейні Перміан (суміжні території Техасу та Нью-Мексико), проходить на своєму шляху через район сланцевої формації Барнетт та завершується у  Монт-Белв'ю неподалік від Х'юстона.
До округу Боскі діаметр трубопровода становить 600 мм при пропускній здатності 375 тисяч барелів на добу, тоді як друга частина маршруту виконана в діаметрі 750 мм та розрахована на перекачування 475 тисяч барелів. За умови встановлення додаткових перекачуючих агрегатів пропускна здатність системи може бути збільшена.
Первісно довжина трубопроводу становила 532 милі. У 2018-му власники системи розпочали проект її розширення, котрий полягатиме у прокладанні ще однієї лінії довжиною 352 милі в діаметрі 600 мм від басейну Перміан до ділянки, виконаної в діаметрі 750 мм. Завершення робіт заплановане на кінець 2020 року.